# Sovjetkampioenschap (ijshockey)
De Sovjetkampioenschapsliga begon in 1946, met 12 teams die elk 7 wedstrijden speelden. De teams waren gevestigd in Archangelsk, Kaunas, Leningrad, Moskou, Riga, Sverdlovsk, Tallinn en Oezjhorod, en acht van hen waren van het leger of de politie. De teams bestonden uit amateurspelers die eigenlijk fulltime atleten waren die waren ingehuurd als vaste werknemers van een bedrijf (vliegtuigindustrie (Krylja Sovetov Moskou), voedselarbeiders (Spartak Moskou), tractorindustrie (Traktor Tsjeljabinsk), spoorwegen (Lokomotiv Moskou) of organisatie (KGB (Dinamo Moskou), Rode Leger (CSKA Moskou), Sovjetluchtmacht (VVS MVO Moskou) dat sponsorde wat zou worden gepresenteerd als een sociaal hockeyteam voor sportverenigingen voor hun werknemers. Met andere woorden, alle Sovjet-hockeyspelers waren de facto professionals die de amateurregels van het Internationaal Olympisch Comité omzeilden om hun amateurstatus te behouden en deel te nemen aan de Olympische Spelen.

## Republieken waar ijshockey gespeeld werd
- Wit-Russische SSR
- Estische SSR
- Kazachse SSR
- Letse SSR
- Litouwse SSR
- Russische SFSR
- Oekraïense SSR

## Winnaars Sovjetkampioenschap ijshockey
| Jaar                               | Goud                  | Zilver                | Brons                 |
| ---------------------------------- | --------------------- | --------------------- | --------------------- |
| Kampioenen Sovjet-Unie (1947-1991) |                       |                       |                       |
| 1947                               | Dinamo Moskou         | CDKA Moskou           | Spartak Moskou        |
| 1948                               | CDKA Moskou           | Spartak Moskou        | Dinamo Moskou         |
| 1949                               | CDKA Moskou           | VVS MVO Moskou        | Dinamo Moskou         |
| 1950                               | CDKA Moskou           | Dinamo Moskou         | Krylja Sovetov Moskou |
| 1951                               | VVS MVO Moskou        | Dinamo Moskou         | Krylja Sovetov Moskou |
| 1952                               | VVS MVO Moskou        | CDSA Moskou           | Dinamo Moskou         |
| 1953                               | VVS MVO Moskou        | CDSA Moskou           | Dinamo Moskou         |
| 1954                               | Dinamo Moskou         | CDSA Moskou           | Krylja Sovetov Moskou |
| 1955                               | CSK MO Moskou         | Krylja Sovetov Moskou | Dinamo Moskou         |
| 1956                               | CSK MO Moskou         | Krylja Sovetov Moskou | Dinamo Moskou         |
| 1957                               | Krylja Sovetov Moskou | CSK MO Moskou         | Dinamo Moskou         |
| 1958                               | CSK MO Moskou         | Krylja Sovetov Moskou | Dinamo Moskou         |
| 1959                               | CSK MO Moskou         | Dinamo Moskou         | Krylja Sovetov Moskou |
| 1960                               | CSK MO Moskou         | Dinamo Moskou         | Krylja Sovetov Moskou |
| 1961                               | CSKA Moskou           | Torpedo Gorki         | Lokomotiv Moskou      |
| 1962                               | Spartak Moskou        | Dinamo Moskou         | CSKA Moskou           |
| 1963                               | CSKA Moskou           | Dinamo Moskou         | Spartak Moskou        |
| 1964                               | CSKA Moskou           | Dinamo Moskou         | Spartak Moskou        |
| 1965                               | CSKA Moskou           | Spartak Moskou        | Chimik Voskresensk    |
| 1966                               | CSKA Moskou           | Spartak Moskou        | Dinamo Moskou         |
| 1967                               | Spartak Moskou        | CSKA Moskou           | Dinamo Moskou         |
| 1968                               | CSKA Moskou           | Spartak Moskou        | Dinamo Moskou         |
| 1969                               | Spartak Moskou        | CSKA Moskou           | Dinamo Moskou         |
| 1970                               | CSKA Moskou           | Spartak Moskou        | Chimik Voskresensk    |
| 1971                               | CSKA Moskou           | Dinamo Moskou         | SKA Leningrad         |
| 1972                               | CSKA Moskou           | Dinamo Moskou         | Spartak Moskou        |
| 1973                               | CSKA Moskou           | Spartak Moskou        | Krylja Sovetov Moskou |
| 1974                               | Krylja Sovetov Moskou | CSKA Moskou           | Dinamo Moskou         |
| 1975                               | CSKA Moskou           | Krylja Sovetov Moskou | Spartak Moskou        |
| 1976                               | Spartak Moskou        | CSKA Moskou           | Dinamo Moskou         |
| 1977                               | CSKA Moskou           | Dinamo Moskou         | Traktor Tsjeljabinsk  |
| 1978                               | CSKA Moskou           | Dinamo Moskou         | Krylja Sovetov Moskou |
| 1979                               | CSKA Moskou           | Dinamo Moskou         | Spartak Moskou        |
| 1980                               | CSKA Moskou           | Dinamo Moskou         | Spartak Moskou        |
| 1981                               | CSKA Moskou           | Spartak Moskou        | Dinamo Moskou         |
| 1982                               | CSKA Moskou           | Spartak Moskou        | Dinamo Moskou         |
| 1983                               | CSKA Moskou           | Spartak Moskou        | Dinamo Moskou         |
| 1984                               | CSKA Moskou           | Spartak Moskou        | Chimik Voskresensk    |
| 1985                               | CSKA Moskou           | Dinamo Moskou         | Sokol Kiev            |
| 1986                               | CSKA Moskou           | Dinamo Moskou         | Spartak Moskou        |
| 1987                               | CSKA Moskou           | Dinamo Moskou         | SKA Leningrad         |
| 1988                               | CSKA Moskou           | Dinamo Riga           | Dinamo Moskou         |
| 1989                               | CSKA Moskou           | Chimik Voskresensk    | Krylja Sovetov Moskou |
| 1990                               | Dinamo Moskou         | CSKA Moskou           | Chimik Voskresensk    |
| 1991                               | Dinamo Moskou         | Spartak Moskou        | Krylja Sovetov Moskou |
| Kampioen GOS (1992)                |                       |                       |                       |
| 1992                               | Dinamo Moskou         | CSKA Moskou           | Spartak Moskou        |

| Club                  | Winnaar | Jaar                                                                                      |
| --------------------- | ------- | ----------------------------------------------------------------------------------------- |
| CSKA Moskou           | 32      | 1948-1950, 1955, 1956, 1958-1961, 1963-1966, 1968, 1970-1973, 1975, 1977, 1978, 1979-1989 |
| Dinamo Moskou         | 5       | 1947, 1954, 1990-1992                                                                     |
| Spartak Moskou        | 4       | 1962, 1967, 1969, 1976                                                                    |
| VVS MVO Moskou        | 3       | 1951-1953                                                                                 |
| Krylja Sovetov Moskou | 2       | 1957, 1974                                                                                |